# Radio Soleil Goutte d'or
Pour les articles homonymes, voir Radio Soleil (homonymie).
Radio Soleil Goutte-d'Or est la première radio libre « immigrée et interculturelle », se définissant comme « multiraciale », créée le 13 juillet 1981 à Paris, notamment par Saïd Bouziri (1947-2009), qui deviendra plus tard président de l’association « Génériques », et Mokhtar Mohamed Bachiri (1947-2010), deux militants du Mouvement des travailleurs arabes. Mogniss H. Abdallah y a notamment collaboré en tant que journaliste indépendant. Elle émettait depuis les locaux de la librairie Abencerage, 35 rue Stephenson, qui était également le siège de l’association socioculturelle du quartier de la Goutte-d’Or. Son autorisation d’émettre n'a pas été renouvelée en 1987,.

## Sources
1. ↑  Driss El Yazami, « Hommage à Saïd Bouziri. Un militant de l’accueil », Hommes et libertés, juillet-août-septembre 2009
2. ↑  Mogniss H. Abdallah, « Remue – Mémoire en Hommage à Mokhtar Mohamed Bachiri – La dignité ouvrière en héritage, Citoyens des deux rives, 9 avril 2010 »